# Левкович Марія Остапівна
Марія Остапівна Левкович (30 серпня 1892, місто Люблін, тепер Республіка Польща — 1986) — українська радянська діячка, голова Шевченківського окрвиконкому, заступник секретаря Центрального Виконавчого Комітету Української СРР. Член ВУЦВК.

## Біографія
Народилася у родині службовця. Освіта незакінчена вища. Була слухачкою Московських вищих жіночих педагогічних курсів.
У 1918 році — член Партії лівих соціалістів-революціонерів. У 1918—1919 роках — член колегії Народного комісаріату народної освіти Української СРР.
Член РКП(б) з 1919 року.
У 1919—1920 роках перебувала на підпільній партійній роботі в Києві, Сквирі, Черкасах, Кременчуці. З 1920 року — завідувач жіночого відділу Черкаського повітового комітету КП(б)У Київської губернії. У 1922—1924 роках — завідувач жіночого відділу Київського губернського комітету КП(б)У.
У серпні 1924 — квітні 1926 року — завідувач центрального відділу робітниць і селянок ЦК КП(б)У в Харкові. З квітня 1926 року працювала в редакції газети ЦК КП(б)У «Коммунист». У листопаді 1926—1928 роках — відповідальний інструктор ЦК КП(б)У.
У 1928 — серпні 1930 р. — голова виконавчого комітету Шевченківської окружної ради у місті Черкасах. Потім працювала завідувачем територіального сектору ЦК КП(б)У.
У 1931—1934 роках — 1-й секретар Дзержинського районного комітету КП(б)У міста Харкова.
У 1934 — 4 серпня 1935 р. — заступник секретаря Центрального Виконавчого Комітету Української СРР та кандидат у члени Президії ЦВК УСРР.
У 1935 році «за приховування свого соціального походження» виключена із членів ВКП(б).
2 серпня 1935 року заарештована органами НКВС «за контрреволюційну діяльність та зв'язки з керівництвом ПОВ» (стаття 58-4 КК РСФРР) і ухвалою особливої наради при НКВС СРСР від 15 жовтня 1935 року позбавлена волі у виправно-трудових таборах на 5 років. Термін покарання відбувала в Ухто-Печорському виправно-трудовому таборі (РРФСР). У 1937 році переведена до Лук'янівської в'язниці у Києві. Верховним Судом СРСР 15 серпня 1937 року (статті 58-8, 58-11 КК РРФСР) засуджена на 10 років позбавлення волі у виправно-трудових таборах з позбавленням прав на 5 років. До 1939 року перебувала у Ярославській в'язниці, потім — у виправно-трудових таборах Магадана, де пізніше проживала на засланні.
Реабілітована 2 червня 1956 року. Перебувала на пенсії.

## Нагороди
- Почесна грамота Президії Верховної Ради Української РСР (11.10.1972)